# 小田切直年
小田切 直年（おだぎり なおとし）は、江戸時代の旗本。官位は土佐守。
小田切家はもともと甲斐武田氏に仕えており、武田氏滅亡後徳川家康の家臣となって近侍したという経緯を持つ。直年の頃には約3000石の知行を拝領していた。

## 経歴
宝暦9年（1759年）に家督を継承、明和2年（1765年）、23歳の時に西ノ丸書院番となる。その後使番、小普請と登り、駿府町奉行、大坂町奉行と遠国奉行を歴任した後、寛政4年（1792年）に50歳で江戸北町奉行に就任、文化8年（1811年）に在職中に69歳で没するまで18年間奉行の任務に当たった。これは神尾元勝、筒井政憲、大岡忠相に継いで4番目に長い永年勤続であり、幕府が小田切に対して篤い信頼を寄せていたことの証左といえる。小田切自身、奉行として優れた裁きを下しており、後の模範となる多数の判例を残している。駿府町奉行在任中には男同士の心中事件を裁いている。盗賊として有名な鬼坊主清吉を裁いたのも小田切であった。
小田切が奉行にあった時代は、犯罪の凶悪化に拍車がかかっており、件数自体も増加していた。そのため老中たちは刑法である御定書を厳格化する制定を下したのだが、小田切は長谷川宣以などと共にこの政策に反対し、刑罰を杓子定規に適用することなくできる限りの斟酌をして寛大な措置を施す道を模索していた。例えば、大阪町奉行に在任していた最中、ある女盗賊を捕らえた。この女盗賊は最終的には評定所の採決によって死罪に処されたのだが、小田切は彼女に対して遠島の処分を申し渡していた。当時は女性の法人人格が男性より格下とみなされており、それを考慮した採決であった。
また、北町奉行在任中、10歳の娘かよが19歳の奉公人喜八に姦通を強要し、喜八がついに折れて渋々承諾し、行為中に突如かよが意識を失いそのまま死亡するという事件が起こり、小田切は根岸鎮衛と共にこれを裁断した。根岸と寺社奉行は引き回しの上獄門を、二人の勘定奉行は死罪を主張したが、小田切は前例や状況を入念に吟味し、無理心中であると主張、広義では死刑であるものの、死刑の中でも最も穏当な処分である「下手人」を主張した。最終的に喜八は死罪を賜ったが、この事例にも小田切の寛大かつ深慮に富んだ姿勢が窺える。
しかし、良いことばかりではなく、「街談文々集要」や「藤岡屋日記」によると、文化7年（1810年）5月22日、年貢の納入に関するトラブルで取り調べを受けていた農民が、与力の刀を奪って北町奉行所内で暴れ、役人2名、および敷地内の役宅にいた夫人2名を斬殺し、子供も含めた多数に負傷させるも、役人たちは逃げ回るばかりで、犯人は下男が取り押さえるという大醜態をさらした。犯人は処刑され、出身の村にも連座が適用されたが、刀を奪われた与力が改易され、その他逃げ回っていた役人多数が処分を受けた。この不祥事に「百姓に与力同心小田切られ主も家来もまごついた土佐」という落首が出て皮肉られている。